# Paul Robert Hickel
Paul Robert Hickel (Mulhouse, 6 ottobre 1865 – Versailles, 28 febbraio 1935) è stato un botanico francese.

## Opere
- Graines et plantules des arbres et arbustes indigènes et communément cultivés en France, 2 vol., Verdailles, 1911
- Un précurseur en dendrologie: Pierre Belon (1517-1564), Paris,  1924
- Dendrologie forestière, éd. Paul Lechevallier, Paris, 1932